# Hoplochelus vadoni
Hoplochelus vadoni är en skalbaggsart som beskrevs av Dewailly 1950. Hoplochelus vadoni ingår i släktet Hoplochelus och familjen Melolonthidae. Inga underarter finns listade i Catalogue of Life.